# Allium brevistylum
Allium brevistylum är en amaryllisväxtart som beskrevs av Sereno Watson. Allium brevistylum ingår i släktet lökar, och familjen amaryllisväxter. Inga underarter finns listade i Catalogue of Life.